# Liste des interstates en Géorgie
Le réseau des Interstates en Géorgie comprend sept autoroutes principales et huit auxiliaires. Chaque autoroute a sa désignation de route d'État non-indiquée. Par exemple, l'I-75 est aussi la SR 401.

## Autoroutes principales
| Numéro       | Longueur (mi) | Longueur (km) | Terminus sud / ouest                          | Terminus nord / est                                | Créée    | Notes                                               |
| ------------ | ------------- | ------------- | --------------------------------------------- | -------------------------------------------------- | -------- | --------------------------------------------------- |
| I-3          | —             | —             | Savannah                                      | Frontière du Tennessee                             | proposée | Proposition pour la Third Infantry Division Highway |
| I-14         | —             | —             | Frontière de l'Alabama                        | Augusta                                            | proposée | Proposition pour la Fourteenth Amendment Highway    |
| I-16         | 166,81        | 268,45        | I-16 / I-75 / SR 401 à Macon                  | I-16 / Montgomery Street à Savannah                | 1966     | SR 404                                              |
| I-20         | 202,61        | 326,07        | I-20 à la frontière de l'Alabama              | I-20 à la frontière de la Caroline du Sud          | 1963     | SR 402                                              |
| I-24         | 4,13          | 6,65          | I-24 à la frontière du Tennessee              | I-24 à la frontière du Tennessee à Chattanooga, TN | 1968     | SR 409                                              |
| I-59         | 19,50         | 31,40         | I-59 à la frontière de l'Alabama              | I-24 / I-59 / SR 409 près de Wildwood              | 1970     | SR 406                                              |
| I-75         | 355,11        | 571,49        | I-75 / SR 93 à la frontière de la Floride     | I-75 à la frontière du Tennessee à East Ridge, TN  | 1963     | SR 401                                              |
| I-85         | 179,90        | 289,50        | I-85 à la frontière de l'Alabama à Lanett, AL | I-85 à la frontière de la Caroline du Sud          | 1960     | SR 403                                              |
| I-95         | 112,03        | 180,29        | I-95 / SR 9 à la frontière de la Floride      | I-95 à la frontière de la Caroline du Sud          | 1967     | SR 405                                              |
| - Non-ouvert |               |               |                                               |                                                    |          |                                                     |

## Autoroutes auxiliaires
| Numéro | Longueur (mi) | Longueur (km) | Terminus sud / ouest                                    | Terminus nord / est                                  | Créée | Notes  |
| ------ | ------------- | ------------- | ------------------------------------------------------- | ---------------------------------------------------- | ----- | ------ |
| I-185  | 49,30         | 79,34         | I-185 / Lindsey Creek Parkway à Fort Benning à Columbus | I-85 / I-185 / SR 403 près de LaGrange               | 1979  | SR 411 |
| I-285  | 63,98         | 102,97        | Ceinture autour d'Atlanta                               | Ceinture autour d'Atlanta                            | 1963  | SR 407 |
| I-475  | 15,83         | 25,48         | I-75 / I-475 / SR 401 près de Macon                     | I-75 / I-475 / SR 401 près de Bolingbroke            | 1965  | SR 408 |
| I-516  | 6,49          | 10,44         | I-516 / SR 21 à Garden City                             | I-516 / SR 21 à Savannah                             | 1985  | SR 421 |
| I-520  | 15,62         | 25,14         | I-20 / I-520 / SR 232 / SR 402 à Augusta                | I-520 à la frontière de la Caroline du Sud à Augusta | 1980  | SR 415 |
| I-575  | 30,97         | 49,84         | I-75 / I-575 / SR 5 / SR 401 près de Kennesaw           | I-575 / SR 5 / SR 372 / SR 515 près de Nelson        | 1980  | SR 417 |
| I-675  | 11,04         | 17,77         | I-75 / I-675 / SR 401 à Stockbridge                     | I-285 / I-675 / SR 407 près d'Atlanta                | 1987  | SR 413 |
| I-985  | 25,01         | 40,25         | I-85 / I-985 / SR 365 / SR 403 à Suwanee                | I-985 / US 23 / SR 365 à Gainesville                 | 1985  | SR 419 |
|        |               |               |                                                         |                                                      |       |        |